# Musée Mohammed VI d'art moderne et contemporain
Le musée Mohammed VI d'art moderne et contemporain (MMVI) présente quatre cents œuvres d'artistes marocains, établis au Maroc ou à l'étranger, des XXe et XXIe siècles. Il est le premier musée du Maroc indépendant consacré à l'art moderne national, et le premier grand musée national construit au Maroc depuis l'Indépendance.

## Historique
Le musée a été inauguré en 2014 à Rabat par Mohammed VI, le roi du Maroc après une décennie de travaux .
Le projet, lancé par le roi Mohammed VI, s'inscrit dans sa vocation de présenter une vitrine de l'art marocain et de faire de Rabat une ville artistique et culturelle par excellence . Il s’inscrit dans le style architectural typique du centre-ville de Rabat.
Rabat a été choisi pour l'emplacement du musée pour plusieurs raisons. D'abord, c'est la capitale du Maroc et un site du patrimoine mondial de l'Unesco (en 2012), c'est aussi une destination touristique populaire.

## Mission
Le musée a été créé pour préserver et diffuser au public le patrimoine de l'art marocain et pour encourager la créativité des artistes marocains. Il fait partie d'une infrastructure culturelle marocaine plus large, y compris la Bibliothèque nationale du royaume du Maroc et le théâtre national Mohammed V.

## Architecture
Situé à Rabat, son bâtiment, conçu par Karim Chakor, est du style andalou classique plutôt traditionnel , à façade nouvelle mauresque , avec une grande halle lumineuse au centre. La collection principale (qui comprend les écoles abstraites et figuratives) se déploie sur deux étages, alors que le sous-sol (prévu comme garage) héberge de l'art original et pionnier.

## Lieu de tournage
En 2016, une équipe de l'émission Secrets d'Histoire a tourné plusieurs séquences dans le musée dans le cadre d'un numéro consacré à Moulay Ismaïl, intitulé Moulay Ismaïl : le Roi-Soleil des mille et une nuits, diffusé le 20 juillet 2017 sur France 2.